# Крістін Ньюмен
Крістін Ньюмен (англ. Christine Neuman; нар. 14 липня 1972) — колишня американська тенісистка.
Найвищу одиночну позицію світового рейтингу — 171 місце досягла 17 червня, 1996 року.
Здобула 1 одиночний титул.

## Фінали ITF

### Одиночний розряд: 5 (1–4)
| Легенда         |
| --------------- |
| Турніри $25,000 |
| Турніри $10,000 |

| Результат | Ранг | Дата              | Турнір                            | Покриття | Суперниця            | Рахунок          |
| --------- | ---- | ----------------- | --------------------------------- | -------- | -------------------- | ---------------- |
| Перемога  | 1.   | 4 липня 1993      | Колумбія (Південна Кароліна), США | Тверде   | Енні Міллер          | 7–5, 6–7(5), 6–2 |
| Поразка   | 1.   | 11 липня 1993     | Індіанаполіс, США                 | Тверде   | Марія Венто-Кабчі    | 4–6, 6–3, 4–6    |
| Поразка   | 2.   | 13 листопада 1994 | Буенос-Айрес, Аргентина           | Ґрунт    | Анн-Софі Біттігоффер | 6–3, 3–6, 2–6    |
| Поразка   | 3.   | 23 липня 1995     | Вілмінгтон (Делавер), США         | Тверде   | Еріка Делоун         | 6–3, 1–6, 3–6    |
| Поразка   | 4.   | 22 жовтня 1995    | Галландейл (Флорида), США         | Тверде   | Соня Джеясілан       | 2–6, 6–4, 4–6    |